# 周仲义
周仲义（1935年8月6日—），上海人，信息技术专家，中国工程院院士。
1994年，获选中国工程院信息与电子工程学部院士。